# Partido Femenino de Chile
El Partido Femenino de Chile fue un partido político chileno, creado en 1946 y activo hasta 1954. Entre sus objetivos estaban el ayudar en la lucha para obtener el sufragio femenino en el país, derecho logrado en 1949.

## Historia

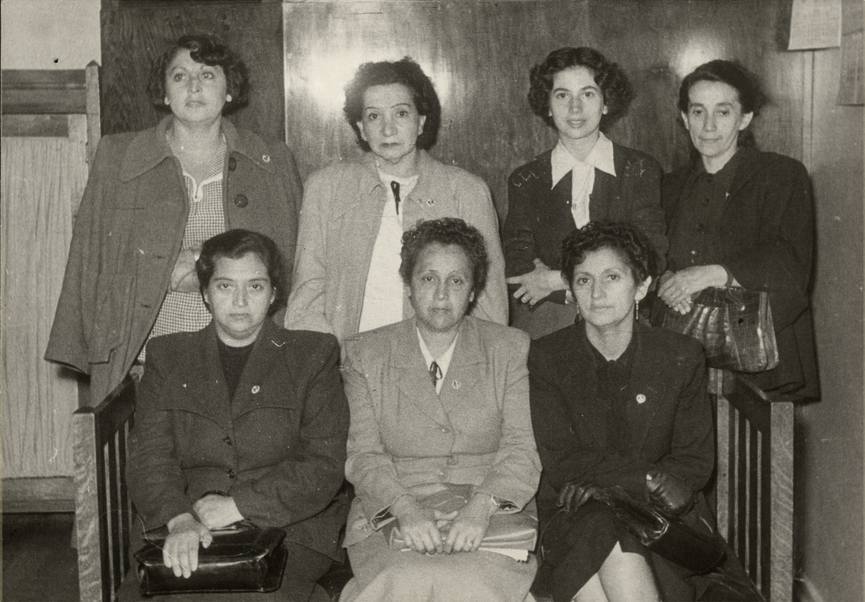
Constitución del partido.

El partido fue creado en 1946 por María de la Cruz Toledo. Se dice que en su mejor momento el partido llegó a estar conformado por 27 mil militantes.
En 1951 se produjo un quiebre en la colectividad cuando De la Cruz trata de imponer su candidata a la presidencia provincial del partido en Magallanes. El grupo encabezado por Nery Hamuy forma el Partido Progresista Femenino.
En 1952 apoyó a Carlos Ibáñez del Campo y este partido logró inclinar la balanza en su favor dándole una gran victoria en las mesas de mujeres, que por primera vez votaban. En las elecciones parlamentarias de 1953 logró elegir una diputada, y en la elección complementaria para elegir al sucesor de Carlos Ibáñez la candidata María de la Cruz fue elegida como la primera senadora de Chile, que posteriormente fue inhabilitada por el mismo Senado.
Existen testimonios de que el partido recibía dineros del Partido Peronista argentino. Según la escritora y exdirigente del partido, Matilde Ladrón de Guevara, los dirigentes viajaban constantemente a Argentina entre 1950 y 1960 para buscar fondos que luego no eran consignados en las arcas del partido. María de la Cruz, en medio de un auge antiperonista en la política chilena, fue exonerada de su cargo de senadora por dichos actos delictivos, si bien los Tribunales de Justicia posteriormente declararon su inocencia.

## Resultados electorales

### Elecciones parlamentarias
| Elección | Diputados | Diputados       | Diputados | Senadores         | Senadores         | Senadores |
| Elección | Votos     | % de votos      | Escaños   | Votos             | % de votos        | Escaños   |
| -------- | --------- | --------------- | --------- | ----------------- | ----------------- | --------- |
| 1953     | 8972      | \| \| 1,15 % \| | 0/147     | Sin participación | Sin participación | 1/50      |
|          | 1,15 %    |                 |           |                   |                   |           |